# Alfredo Peña (político)
Alfredo Antonio Peña (Barquisimeto, 13 de abril de 1944-Miami, 6 de septiembre de 2016) fue un político y periodista venezolano. Entre 2000 y 2004, se desempeñó como alcalde metropolitano de Caracas.

## Biografía

### Labor como periodista
Alfredo Peña estudió Periodismo en la Universidad Central de Venezuela (UCV) e inició su carrera profesional en el periódico Tribuna Popular del Partido Comunista de Venezuela (PCV). Posteriormente trabajó en el diario El Nacional, donde ocupó el puesto de director del mismo. Sin dejar su actividad en prensa escrita participó como conductor de su propio programa de televisión en Venevisión titulado Conversaciones con Alfredo Peña y su famosa sección Los peñonazos de Peña. Peña se destacó por su independencia y sus duras críticas contra los partidos políticos Acción Democrática (AD) y COPEI.

### Carrera política
En 1998 apoyó la candidatura de Hugo Chávez para la presidencia. En 1999 Peña decidió dejar su programa de televisión para ser ministro de la Secretaría de la Presidencia. Luego fue elegido miembro de la Asamblea Constituyente convirtiéndose en el constituyente más votado del país, la cual redactó la Constitución de Venezuela de 1999.
En 2000 Peña se postuló como candidato para la recién creada Alcaldía Mayor de Caracas (sucesora de la Gobernación del Distrito Federal) por el MVR. Este hecho creó una fricción temporal entre el gobierno de Hugo Chávez y el partido aliado Patria Para Todos (PPT), que aspiraba a colocar a Aristóbulo Istúriz como candidato. En las elecciones regionales de ese año Peña fue elegido alcalde mayor.

### Alcalde mayor
Durante su gestión Peña ordenó retirar la Policía Metropolitana del estado Vargas, a pesar de la necesidad de ofrecer seguridad a un estado que había sufrido serios daños por las intensas lluvias en 1999. La posición de Peña era que Vargas era una entidad separada de Caracas desde 1998 y que el gobernador de Vargas, Antonio Rodríguez San Juan, debía poner su propia policía.[cita requerida]
A partir de 2001 Peña empezó a criticar abiertamente la gestión del anterior gobernador del Distrito Federal, Hernán Grüber Odremán, y la supuesta militarización de la vida política. El llamado Plan Bratton (un intento de Peña de modernizar la Policía Metropolitana) también produjo varios desacuerdos entre el alcalde y el gobierno de Chávez. Este plan también incluía la contratación de asesores policiales estadounidenses dirigidos por el exjefe de policía de Nueva York, William J. Bratton.[cita requerida]
En una rueda de prensa convocada en octubre de 2001 Peña emplazó a Chávez a combatir la delincuencia y el caos y también expresó que Chávez debía "echarle plomo" al hampa y no a los medios de comunicación por lo que, a partir de ese momento, rompió definitivamente con el presidente venezolano y se convirtió en uno de sus más férreos críticos. Debido a esto, Peña terminó siendo considerado como un traidor para los seguidores de Chávez.[cita requerida]
Peña facilitó en Caracas las manifestaciones y concentraciones hechas por la oposición en 2002 y, después del golpe de Estado del 11 de abril de ese año, los seguidores del gobierno lo acusaron de ordenar a la Policía Metropolitana a atacar a los chavistas durante los Sucesos de Puente Llaguno. Otro de los aspectos cuestionados de su gestión fue su orden de cerrar (en dos ocasiones) la televisora comunitaria Catia TVe.[cita requerida]
El 15 de octubre de 2004 anunció que no concurriría a la reelección como alcalde por considerar que las elecciones regionales de 2004 eran fraudulentas y, poco después de las elecciones, viajó Miami, Estados Unidos, donde declaró que no volvería a Venezuela "hasta que se restableciera el estado de derecho".
En 2005 La Fiscalía General de Venezuela ordenó citar a Alfredo Peña para que fuese procesado por delitos relacionados con las muertes de civiles registradas durante el 11 de abril de 2002. En 2007 Peña fue acusado por ese delito en un tribunal de Caracas, acordándose una orden de aprehensión en su contra y, en 2009, la Fiscalía venezolana solicitó a la Interpol su captura con acusaciones de corrupción.

### Fallecimiento
En 2012 se le diagnosticó a Peña un cáncer terminal [cita requerida] y a causa del mismo, falleció en Miami el 6 de septiembre de 2016 a los 72 años.